# Ruby Redux
Ruby Redux is de negentiende aflevering van het elfde seizoen van de televisieserie ER, die voor het eerst werd uitgezonden op 28 april 2005.

## Verhaal
Dr. Carter ontmoet een oude bekende, Jules Rubadoux, die met hartproblemen op de SEH wordt binnengebracht. Hij beschuldigt dr. Carter van het vermoorden van zijn vrouw negen jaar geleden, hij was toen een student en had zijn vrouw onder zijn hoede. Rubadoux krijgt advies van dr. Anspaugh en dr. Kayson om een zware operatie te laten uitvoeren om zo zijn hartproblemen op te lossen, dr. Lockhart denkt dat hij deze operatie niet aankan en laat dit hem ook blijken. Dr. Carter deelt de zorgen van dr. Lockhart en gaat een gesprek met Rubadoux aan, na een stroef begin lukt het hem om Rubadoux te overtuigen om van de operatie af te zien.
Dr. Morris krijgt te horen dat hij hoofd van de arts-assistenten wordt, mede omdat hij geen tegenkandidaten had.
Dr. Barnett krijgt de oudere zussen onder zijn hoede die al eerder op de SEH zijn geweest, tot woede van dr. Carter laat hij ze weer te snel gaan zonder degelijk onderzoek door maatschappelijk werk.
Dr. Pratt vraagt Olivia Evans van CeaseFire uit, als hij haar op wil halen van haar werkplek raakt hij verzeild in een bijeenkomst over antigeweld. Hier wordt hij gedwongen om hieraan deel te nemen, hij vermoedt al snel dat Evans hem bewust hiernaartoe gelokt heeft.
Taggart maakt zich zorgen nu zij over tijd is, zij besluit om een zwangerschapstest te doen.
Dr. Lewis moet een presentatie houden voor het bestuur om haar functie te kunnen behouden.

## Rolverdeling

### Hoofdrollen
- Noah Wyle - Dr. John Carter
- Maura Tierney - Dr. Abby Lockhart
- Mekhi Phifer - Dr. Gregory Pratt
- Goran Višnjić - Dr. Luka Kovac
- Sherry Stringfield - Dr. Susan Lewis
- Parminder Nagra - Dr. Neela Rasgrota
- Shane West - Dr. Ray Barnett
- Laura Innes - Dr. Kerry Weaver
- Scott Grimes - Dr. Archie Morris
- Leland Orser - Dr. Lucien Dubenko
- John Aylward - Dr. Donald Anspaugh
- Sam Anderson - Dr. Jack Kayson
- Linda Cardellini - verpleegster Samantha 'Sam' Taggart
- Laura Cerón - verpleegster Chuny Marquez
- Yvette Freeman - verpleegster Haleh Adams
- Montae Russell - ambulancemedewerker Dwight Zadro
- Lyn Alicia Henderson - ambulancemedewerker Pamela Olbes
- Louie Liberti - ambulancemedewerker Bardelli
- Emily Wagner - ambulancemedewerker Doris Pickman
- Donal Logue - Chuck Martin
- Eion Bailey - Jake Scanlon
- China Shavers - Olivia Evans
- Abraham Benrubi - Jerry Markovic
- Troy Evans - Frank Martin

### Gastrollen (selectie)
- Pat Carroll - Rebecca Chadwick
- Louise Fletcher - Roberta 'Birdie' Chadwick
- Red Buttons - Jules 'Ruby' Rubadoux
- Monique Edwards - Callie
- Brynn Horrocks - Mary Casey
- Katie Mitchell - Shelley
- Jeremy Ray Valdez - Roberto Rosales
- Alex Black - Dirk
- Herman Chavez - Carlos